# Iqaddar
Iqaddar (àrab إقدار) és una comuna rural de la província d'El Hajeb de la regió de Fes-Meknès. Segons el cens de 2014 tenia una població total de 8.759 persones.